# دورود
دورود هي مدينة إيرانية تقع في محافظة لرستان.
يبلغ عدد سكانها 100,528 حسب احصاء عام 2006 م.